# Sal Santen
Sal Santen (Amsterdam, 3 augustus 1915 - 25 juli 1998) was een Nederlands schrijver en trotskist. Hij werd in 1938 lid van de Vierde Internationale.
Sal Santen groeide op in Amsterdam met name in de nieuwbouwwijk Tuindorp Oostzaan, in een Joods arbeidersgezin dat uit alle macht, maar met wisselend succes, trachtte te assimileren.
In zijn boek Jullie is Jodenvolk vertelt hij over deze jeugd en over hoe zijn gehele familie werd vermoord in de holocaust.
Zelf overleefde Sal Santen de oorlog door zijn gemengde huwelijk met Bep Blaauw, stiefdochter van de revolutionaire socialist Henk Sneevliet, over wie hij het boek Sneevliet, rebel schreef.
Na de oorlog werd Sal Santen trotskistisch beroepsrevolutionair en verrichtte hij werkzaamheden voor de Vierde Internationale. In 1960 kreeg hij 15 maanden gevangenisstraf, omdat hij de Algerijnse verzetsbeweging had proberen te helpen met valse Franse Francs. In 1967 brak hij teleurgesteld met zijn politieke "vrienden". Hij schreef hierover Adios Companeros.
Hierna wijdde Sal Santen zich aan het schrijverschap.
In 2017 vernoemde de gemeente Amsterdam een brug (brug 492), in de Meteorenweg over de Kometensingel, in Tuindorp Oostzaan naar hem.

## Sal Santen's boeken
- Jullie is jodenvolk (1969)
- Sneevliet, rebel (1971)
- Deze vijandige wereld (1972)
- Adiós Companeros (1974)
- De rode burcht (1975)
- Een geintje (1975)
- Stormvogels (1976)
- Brand in Mokum (1977)
- De kortste weg (1980)
- Schimmenspel. Filmdagboek (1982)
- Saartje gebakken botje (1983)
- Heden kijkdag (1987)
- Kinderdief (1988)
- De B van Bemazzel (1989)
- Een slecht geweten (1990)
- Dapper zijn omdat het goed is (1993)